# Marzia Peretti
Marzia Peretti (Torino, 19 giugno 1965) è un'ex pattinatrice di velocità su ghiaccio italiana.

## Carriera
Nata a Torino nel 1965, è figlia di Vittorio Peretti e sorella di Enrico Peretti e Roberto Peretti "Bob", che gareggiò ad Albertville 1992 nello short track. Questi ultimi vinsero l'argento nella staffetta 5000 m della stessa disciplina a Calgary 1988, quando lo short track era però soltanto sport dimostrativo, non ancora disciplina olimpica. A soli 14 anni e 241 giorni partecipa ai Giochi Olimpici di Lake Placid 1980 nel pattinaggio di velocità su ghiaccio, nei 500 metri, gara che non riesce a terminare, e nei 1000, conclusi al 36º posto. Diventa così la più giovane atleta italiana a partecipare ad un'Olimpiade invernale. 4 anni dopo è di scena a Sarajevo 1984, nelle stesse due gare, dove arriva rispettivamente diciassettesima e trentatreesima. In seguito si dedica al ciclismo.